# Крымский комсомолец (газета)
Крымский комсомолец — советская молодёжная ежедневная, позднее еженедельная газета, орган Крымского областного комитета ВЛКСМ. Издавалась в Симферополе на русском языке с 1933 года с перерывами. С августа 1991 года перестаёт был органом ЛКСМ Украины, в 1992 года переименована в «Южный курьер».

## История
В 1921 году издаётся «Страничка молодёжи» как приложение газеты «Красный Крым». Газета «Крымский комсомолец» начала издаваться в 1933 году в Симферополе.
С 1933 года орган Крымского обкома ВЛКСМ. В 1938 году выходила также на крымскотатарском языке. Перерыв в издании в 1942—1951 годах. В 1952—1958 годах орган Крымского обкома и Симферопольского горкома ЛКСМУ, в 1958—1963 годах орган Крымского обкома ЛКСМ Украины. С 1960 по 1963 год выходил вариант на украинском языке, с 1963 года орган Крымских промышленного и сельского обкомов ЛКСМ Украины. С 1967 года орган Крымского обкома ЛКСМ Украины. С 1991 года в августе — декабре региональный общественно-политический еженедельник, с января 1992 года — еженедельная газета «Южный курьер».

## Сотрудники издания

### Известные редакторы
- Бобашинский, Владимир Александрович, начало 1960 годов[2]
- Цюпко М., 1992

### Сотрудники
В 1933-1937 годах заведующим литературным отделом редакции газеты "Крымский Комсомолец" был писатель-сатирик Николай Полотай, впоследствии репрессированный.
Начал работать в газете «Крымский комсомолец» в 1937–1941 годах художник, будущий партизан Крыма Эммануил Грабовецкий.
С 1951 год на должности ответственного секретаря и редактора работал писатель Фёдор Дорофеев.
При газете в 1950-1970 годах работала молодёжная литературная студия, руководил литобъединением при газете «Крымский комсомолец» поэт Михаил Тернавский. Посещали его писатели Руслан Киреев, поэты Егор Самченко и Владимир Ленцов, драматург Валентин Крымко (Гуревич, а позднее — Придатко). Некоторые впоследствии переехали в Москву и стали членами Союза писателей СССР.
В газете сотрудничал писатель Владимир Карпеко, поэт Геннадий Островский. Спортивные репортажи писал Гарринальд Немировский.
В 1966—1967 годах Иван Мащенко — собственный корреспондент, заведующий отделом редакций газет «Курортная газета» (Ялта) и «Крымский комсомолец».
Григорий Иоффе, впоследствии первый заместитель Председателя Верховного Совета Крыма,  в 1981-1990 годах корреспондент, заведующий отделом, политический обозреватель газеты «Крымский комсомолец».